# Armorial des familles nobles protestantes de France
L'armorial des familles nobles protestantes de France recense les armoiries, sous forme de figures et de blasonnements, ainsi que les devises, des familles nobles et protestantes qui ont possédé des fiefs en France. En héraldique, un armorial est un recueil d'armoiries. Certains sont illustrés, d'autres se limitent à donner une liste de blasonnements.
| Figure | Famille |
| ------ | --- |
|        | Famille Arnaud - D'azur au chevron d'or, accompagné en chef de deux étoiles d'or (d'argent ?), et en pointe d'un croissant de même Famille Arnaud de Crest, Die, Embrun, la Motte Chalancon, seigneurs de Chamblon en Suisse, Eugène Arnaud - D'argent à un sapin de sinople accolé de deux étoiles d'or, entouré à dextre et sénestre de deux branches de sapin (chêne) de sinople Même famille, armes personnelles du Pasteur Henri Arnaud - D'argent à trois colombes de sinople, posées 1, 2 |
|        | Famille d'Agrippa d'Aubigné De gueules au lion d'hermine armé et couronné d'or |
|        | Famille Bonnot Armes depuis 1408 Un chevron accompagné de trois oiseaux. - Devise de la famille Bonnot : Dignus es lugere. (être digne d' être pleurer) Même famille, arme personnelles de Jean Bonnot, Heer Van Cormaillon, Gouverneur de Veere en 1573 et principaux du Conseil de Jean Casimir Du Palatinat de 1578 à 1590. |
|        | Famille du Fou, branches du Fou et du Fou de Kerdaniel, Bretagne. d'azur à l'aigle d'or (sceaux : 1381, 1399) - Supports : deux lions, alias, deux sauvages. - Couronne de comte (lettres patentes du 25 octobre 1817) |
|        | Famille Laffon de Ladebat - Armes : "Ecu d'azur, à une fontaine d'argent jaillissante surmontée d'un soleil d'or accompagné de deux ancres aussi d'argent; le dit écu timbré d'un casquede profil orné de ses lambrequins d'or, d'azur et d'argent" - Devise : "Soyez utile" (Armes réglées par Antoine-Marie d'Hozier de Serigny) |
|        | Famille Leresch De gueules à 3 bandes d'or[réf. nécessaire] |
|        | Famille de Maleprade D'or, à un orme de sinople, terrassé du même, au lion passant de sable, brochant sur le fût; au chef d'azur, chargé de trois étoiles d'argent[réf. nécessaire] |
|        | Famille de Malherbe D'azur au monde d'or[réf. nécessaire] De quelle famille de Malherbe s'agit-il ? |
|        | Famille Marchegay D'azur au chevron d'or accompagné de deux étoiles d'argent en chef et d'une épée du même en pointe, garnie d'or Famille noble en la branche des sgrs de la Marchegaisière et de Ludernière, bien connue en Bas-Poitou |
|        | Famille de Mirandol D'argent à un arbre de sinople à deux branches sans feuilles qui forment un demi-cercle chaque branche fruitée des deux côtes d'un nombre de pommes de gueules et sommée d'un oiseau de sable celui à dextre contourné ledit arbre terrassé de sinople et acc en chef d'une couronne à l'antique d'or au chef d'azur ch de trois fleurs-de-lis d'or rangées entre les quatre pendants d'un lambel de gueules |
|        | Famille de Rambures Armes anciennes jusqu'en 1676 : de gueules à trois fasces d'or[réf. nécessaire] Armes depuis 1676 : d'or à trois fasces de gueules[réf. nécessaire] |
|        | * Il y a là non-respect de la règle de contrariété des couleurs : Ce sont des armes à enquerre Maison de Vismes (Ponthieu et Vimeu) : - D'argent, au chevron de gueules, accompagné en chef de deux étoiles d'or, et en pointe d'un croissant du même Variantes : - Écartelé aux 1 et 4, d'or à trois bandes d'azur, au chef du second semé de fleurs-de-lis du champ, au 2 d'azur fretté d'or semé dans les claires-voies de fleurs-de-lis du même, au 3 d'argent au chevron de gueules, accompagné en chef de deux étoiles d'or, et en pointe d'un croissant du même - D'azur fretté d'or au lambel de gueules de trois pendants, chaque pendant chargé de trois fleurs-de-lis d'or. de Vismes d'Airaines-Abbeville : - D'azur aux chevrons d'or accompagné en chef de deux étoiles d'or (ou d'argent), et en pointe un cep de vigne au naturel - Cimier : une aigle éployée de sable - Tenants : deux anges au naturel - Devise : J'aspire - Timbre : couronne de baron ou de comte |
|        | Famille de Vismes (branche d’Empire) : Valéry et Léon de Vismes, écuyers, sous-préfets, puis barons de l’Empire, en 1809 et 1814 : - D'azur au chevron de gueules, accompagné en chef de deux étoiles d'or, et en pointe d'un croissant de même, au canton des barons sous-préfets brochant. Jacques François Laurent Devisme (1749-1830), député du tiers-état aux États Généraux de 1789, chevalier de l'Empire 1809 : - Parti, le premier d'azur au chevron de gueules accompagné en chef de deux étoiles d'or et en pointe d'un croissant de même ; le deuxième d'azur à la fasce d'or, sommé d'une pyramide de gueules maçonnée de sable accostée de deux étoiles d'or, accompagnée en pointe d'un mouton passant d'argent tenant une bannière de même sur le penon sur laquelle une croix de sable, champagne de gueules aux insignes des Chevaliers légionnaires et pour livrée les couleurs de l'écu.                                                                          |